# Symfonie nr. 2 (Broadstock)
De Australische componist Brenton Broadstock voltooide zijn Symfonie nr. 2 "Stars in a dark night" in 1989.
De subtitel van deze symfonie is afkomstig van een dichtbundel van de Britse schrijver Ivor Gurney, die (zeer waarschijnlijk) aan schizofrenie leed. Broadstock had voordat hij fulltime componist werd, therapie gegeven aan mensen die aan dit ziektebeeld leden. The dark night verwijst naar de loopgraven van de Eerste Wereldoorlog alwaar Gruney verbleef, de stars zijn de brieven van Gurney naar het thuisland. De symfonie klinkt gezien deze verwijzing dan ook veel somberder dan zijn Eerste symfonie. De componist vertelde over het werk, dat in het werk twee parallelle thema’s zijn verwerkt, ook verwijzend naar de soms gespleten persoonlijkheid binnen schizofrenie. Een zacht van karakter zijnde muziekstroming moet het opnemen tegen een agressieve. Het werk bestaat uit één deel, onderverdeeld in vijf secties, die weer onderverdeeld zijn in zestien subsecties. De opening van het werk is nerveus en obsessief in de strijkerssectie, terwijl een ingetogen hoorn daardoorheen probeert te komen. Sectie 2 laat de onrust horen vanuit de percussiegroep. De gewelddadige muziek komt langzaam tot rust maar zakt weg in wanhoop (sectie 3). Dan pakt het geweld de draad weer op (sectie 4) en ontspoort in de laatste sectie in waanzin (sectie 5).
Het Melbourne Symphony Orchestra, alwaar Broadstock toen huiscomponist was, bracht het werk naar buiten op 11 november 1989 onder leiding van Janos Furst. Barry Conyngham is een collegacomponist uit Australië. De symfonie won de eerste prijs als beste Australische compositie in 1990. In 1998 gebruikte Broadstock opnieuw teksten van Gurney.
Broadstock schreef het werk voor:
- 1 piccolo, 1 dwarsfluit, 1 hobo, 1 althobo,  1 klarinet, 1 basklarinet, 1  fagot, 1 contrafagot
- 4 hoorns, 3 trompetten, 3 trombones, 1 tuba
- 3 man/vrouw percussie, 1 harp, 1 piano/celesta
- violen, altviolen, celli, contrabassen

## Discografie
- Uitgave Et’cetera: Academisch Symfonieorkest van Krasnojarsk o.l.v. Andrew Wheeler